# Đoàn Kiểm Điểm
Đoàn Kiểm Điểm (? - 1940) là con của một viên thừa phái, nguyên quán thuộc tỉnh Lạng Sơn. Tính cương trực, thông Hán văn và Pháp văn. Cuối năm 1940, Đoàn Kiểm Điểm tham gia tổ chức Việt Nam Phục quốc Đồng Minh hội đánh chiếm tỉnh thành Lạng Sơn, bị Pháp bắt giết cùng với lãnh tụ Trần Trung Lập.

## Hoạt động
Lạng Sơn là nơi tiếp giáp lãnh thổ Trung Quốc, nên Đoàn Kiểm Điểm xuất ngoại tương đối dễ dàng. Năm 1930, ông trở về nước được ít lâu bị thực dân Pháp bắt đầy ra Côn Đảo.
Ông là cựu sinh viên trường Võ bị Hoàng phố, trường quân sự từng đào tạo ra nhiều tướng lĩnh Việt Nam nổi tiếng, những chỉ huy đầu tiên của Quân đội nhân dân Việt Nam.
Sau khi cuộc khởi nghĩa Yên Báy thất bại, theo lệnh các nhà cách mạng lão thành Việt Nam ở Trung Quốc, ông Đoàn Kiểm Điểm từng ba lần vượt biên về nước mời ông Nguyễn Thái Học tạm lánh mặt qua bên ấy để dưỡng sức và chờ một cơ hội hoạt động thuận tiện hơn. Mặc dầu đang bị lùng bắt một cách ráo riết, ông Nguyễn Thái Học vẫn nhất định ở lại trong nước để tiếp tục cuộc tranh đấu chống thực dân Pháp. Sau đây là những lời ông Nguyễn Thái Học nói với ông Đoàn Kiểm Điểm:

## Khởi nghĩa
Năm 1940, cuộc chiến tranh Trung - Nhật bước vào giai đoạn gay go kịch liệt. Ngày 23 tháng 9, quân đội Nhật Bản từ lãnh thổ Trung Hoa tiến vào Lạng Sơn, một tỉnh địa đầu của quốc gia Việt Nam. Lợi dụng tình thế này, tổ chức Việt nam Phục quốc Đồng minh Hội do lãnh tụ Trần Phúc An, Trần Trung Lập, Hoàng Lương và Đoàn Kiểm Điểm lãnh đạo đảng viên gồm đủ thành phần: sĩ, nông, công, thương, binh hàng ngàn người vào đánh chiếm tỉnh thành Lạng Sơn, được đồng bào nhiệt liệt hưởng ứng.
Sau đó ngày 25 tháng 9 năm 1940, Pháp và Nhật điều đình rồi tuyên bố hưu chiến; Nhật thả tù binh Pháp và cuộc thương lượng sau giàn xếp để Nhật rút khỏi Lạng Sơn vào tháng 10 nhưng Trần Trung Lập thì quyết tử thủ.
Sau ba tháng chiếu đấu với quân Pháp,  Trần Trung Lập, Đoàn Kiểm Điểm và hàng trăm đồng chí khác bị thực dân Pháp bắt rồi sát hại tại thành Lạng Sơn.